# Classe Chitose (croiseur)
Pour les autres classes de navires du même nom, voir Classe Chitose.
La classe Chitose (parfois nommée classe Kasagi) fut la quatrième classe de croiseur protégé construite aux États-Unis pour l'arsenal naval de Yokosuka de la Marine impériale japonaise.

## Conception
Les deux croiseurs ont été conçus et réalisés aux États-Unis. Leurs spécifications sont très similaires au Takasago construit par Armstrong Whitworth au Royaume-Uni. C'est grâce à un apport de capitaux importants que la marine impériale japonaise a pu commander leur construction sur des chantiers américains.

Le Kasagi a été réalisé par le chantier William Cramp & Sons de Philadelphie, qui a également construit le croiseur russe Varyag.
Le Chitose est sorti du chantier Union Iron Works (Les forges de l'Union) de San Francisco.

## Histoire
Ces deux croiseurs ont été commandés trop tard pour être en service pour la première guerre sino-japonaise (1894-95). Mais ils ont servi durant la révolte des Boxers comme escorteur des troupes et des fournitures vers la Chine.

 Pendant la guerre russo-japonaise (1904-05), basés en Corée dans la Ire Flotte, ils ont servi au blocus et au siège de Port-Arthur et combattu  durant la bataille de la mer Jaune et dans la phase décisive de la bataille de Tsushima.
Durant la Première Guerre mondiale ils ont participé à la bataille de Tsingtao conte la marine impériale allemande.

Le Kasagi s'est échoué le 20 juillet 1916  dans le détroit de Tsugaru entre les îles Honshū et Hokkaidō puis rayé du service le 5 novembre 1916.

Le Chitose a servi de patrouilleur sur les couloirs maritimes entre Singapour et Bornéo dans le cadre de la contribution  dans l'alliance anglo-japonaise.
Le 1er septembre 1921, le Chitose est classé en 2e classe de navire de défense côtière à cause de sa vétusté. Jugé obsolète le 1er avril 1928 et est rayé du service. Le 19 juillet 1931, il est sabordé au large de Kōchi sur l'île de Shikoku.

## Les unités de la classe
| Nom         | Lancement       | Armement        | Chantier naval                               | Fin de carrière                | Photo |
| ----------- | --------------- | --------------- | -------------------------------------------- | ------------------------------ | ----- |
| Kasagi (en) | 20 janvier 1898 | 24 octobre 1898 | William Cramp & Sons Philadelphie États-Unis | 10 août 1916                   |       |
| Chitose     | 23 janvier 1898 | 1er mars 1898   | Union Iron Works San Francisco États-Unis    | 1er avril 1928 19 juillet 1931 |       |